# Skála (Vítkovská vrchovina)
Skála je kopec ve Vítkovské vrchovině patřící do pohoří Nízký Jeseník. Má nadmořskou výšku 348 m a nachází se na území města Hradec nad Moravicí nad levým břehem řeky Moravice v okrese Opava v Moravskoslezském kraji a v Horním Slezsku.

## Další informace
Kopec Skála je předvrcholem blízkého kopce Hanuše (427 m n. m.), je zalesněn a celoročně volně přístupný. Les je pozůstatkem zámeckého parku patřícího k zámku Hradec nad Moravicí. Po svazích kopce vede naučná stezka s názvem Přírodovědná a vlastivědná stezka Hanuše a také žlutá turistická trasa. Pod vrcholem se nachází drobová a břidlicová skála a zároveň také vyhlídka Žimrovická skála, která nabízí výhled do údolí řeky Moravice a blízké Žimrovice. Ve svazích kopce je také 5 pamětních kamenů vztahujících se k šlechtickému rodu Lichnovských z Voštic. V sedle mezi kopci Skála a Hanuše vede silnice z Hradce nad Moravicí do Benkovic.

## Galerie

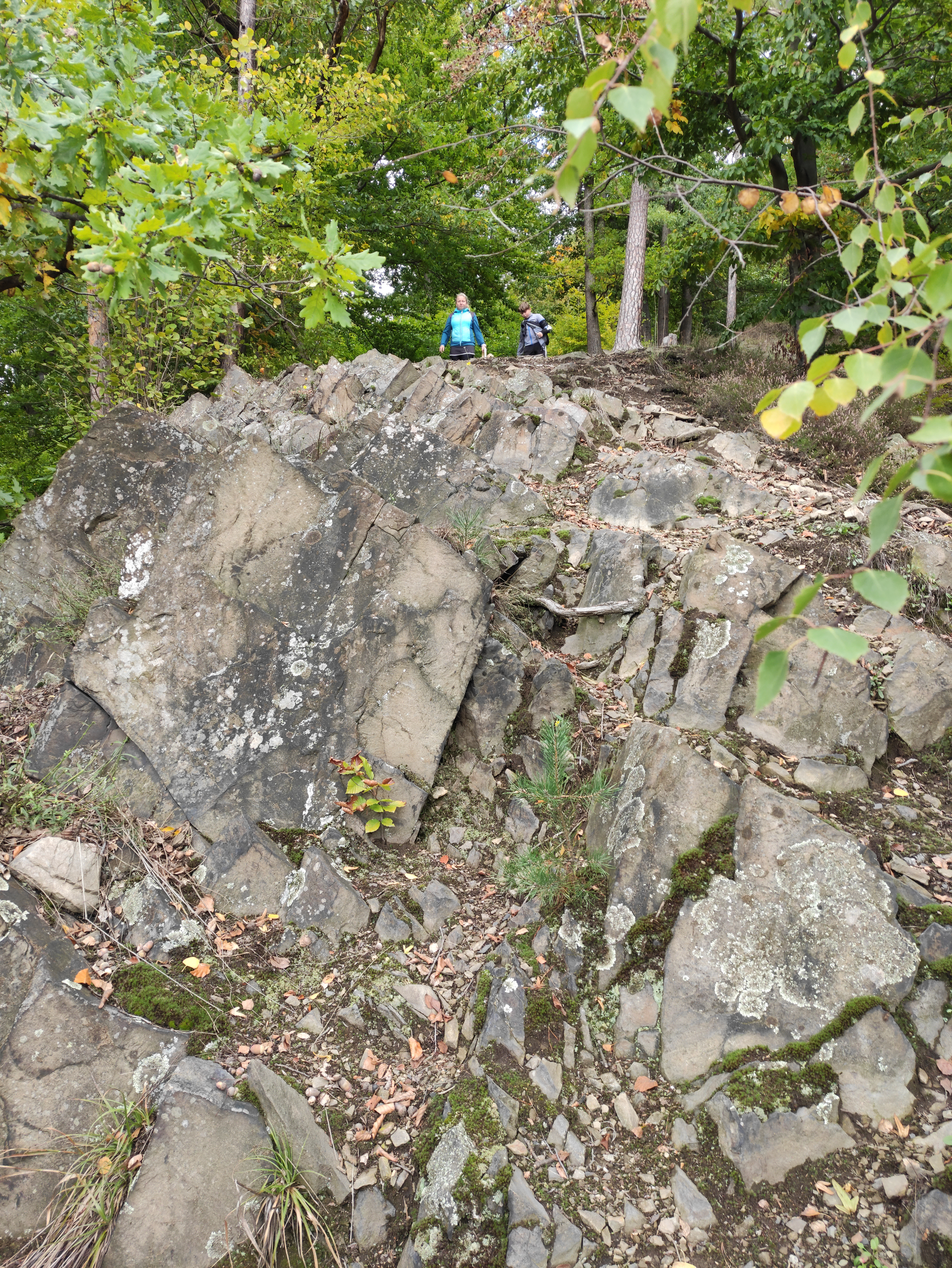
Žimrovická skála
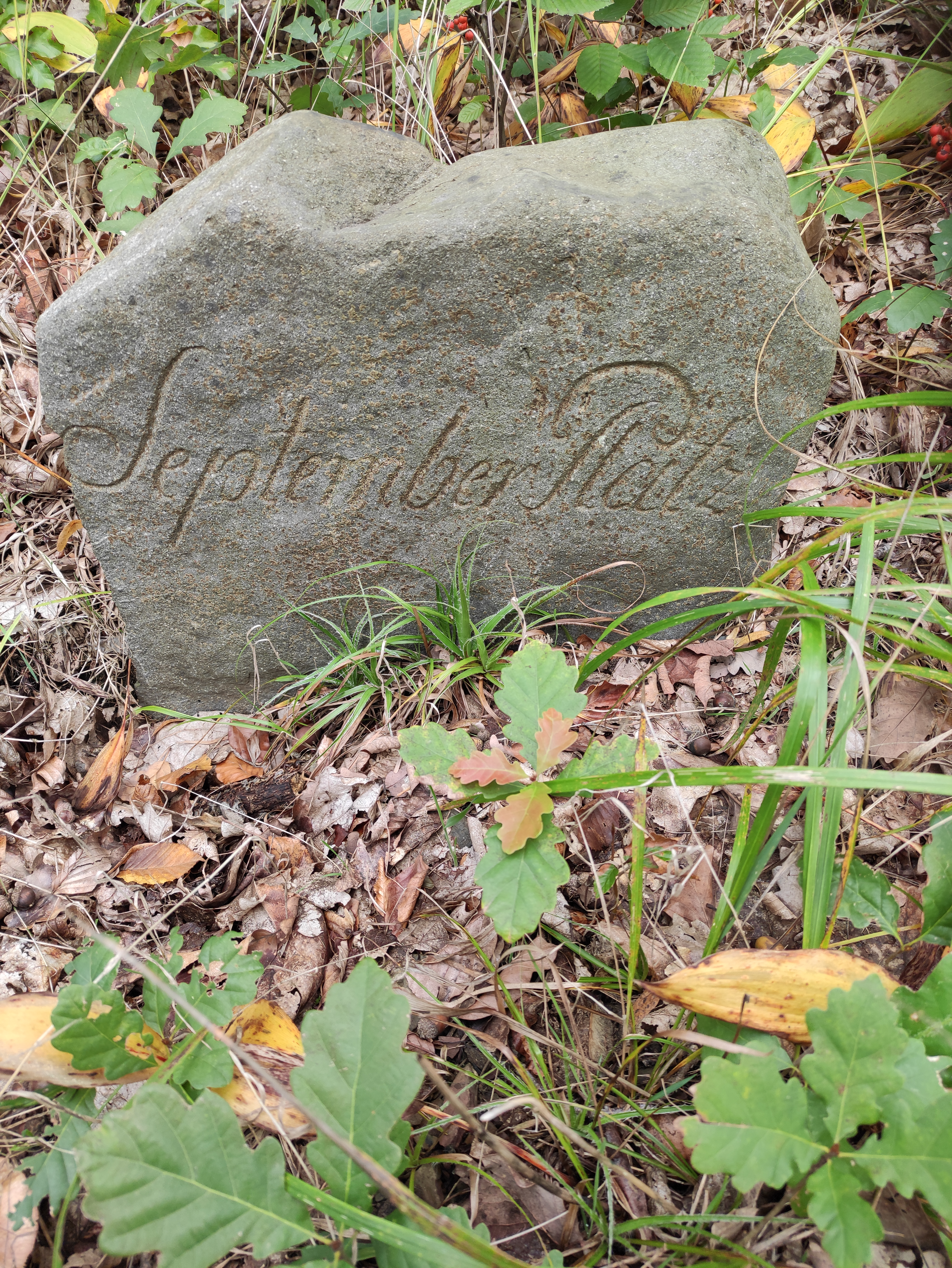
Pamětní kameny
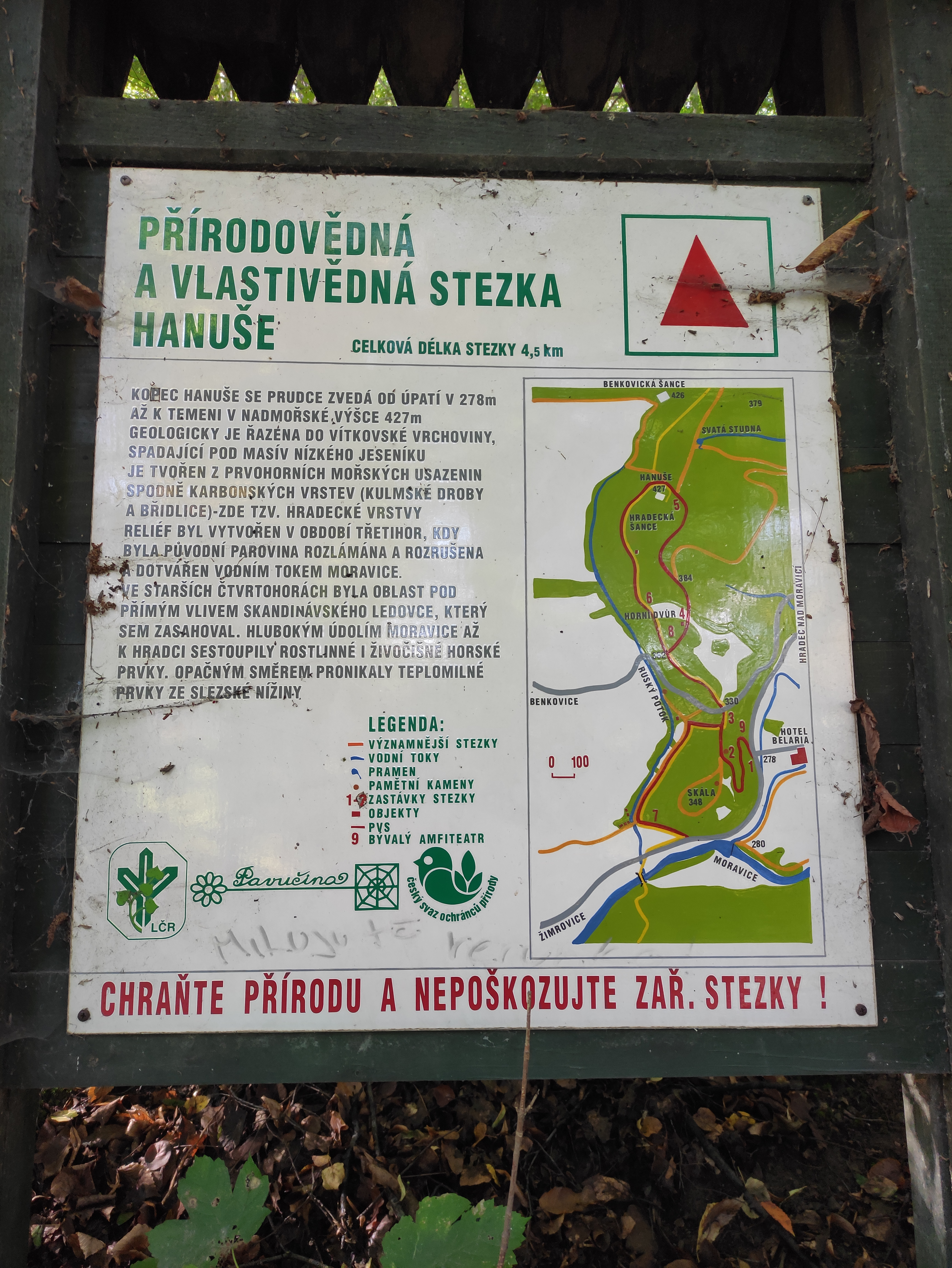
Přírodovědná a vlastivědná stezka Hanuše
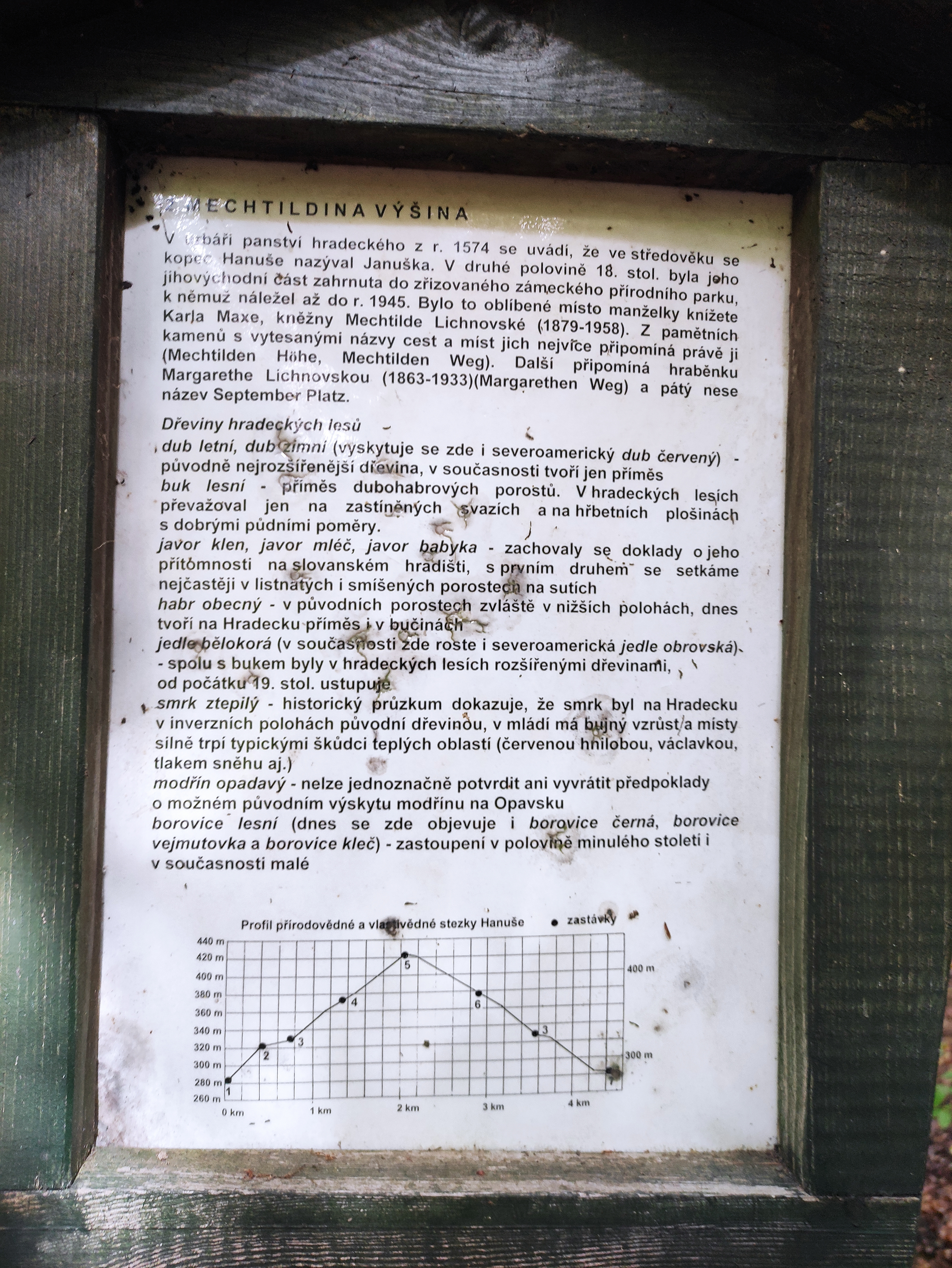
Přírodovědná a vlastivědná stezka Hanuše a Pamětní kameny